# Зорі спектрального класу A

Відносний розмір зірок класу A з іншими зірками головної послідовності

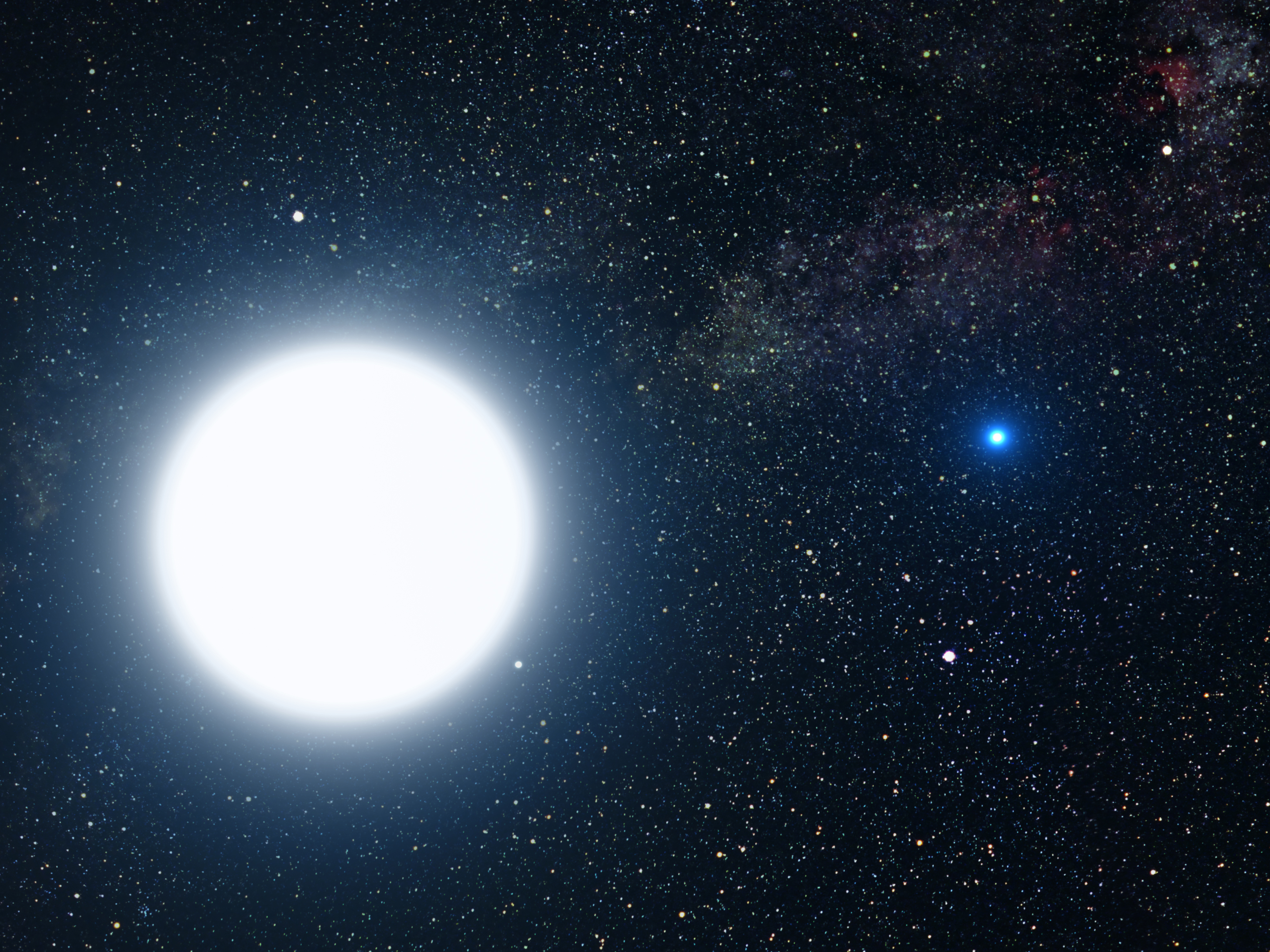
Враження художника про Сіріус А та Сіріус Б, подвійну зоряну систему. Сіріус А, зірка головної послідовності типу А, є більшою з двох.

Зорі спектрального класу A — зорі головної послідовності (спалюють водень) спектрального типу А та класу світності V (п'ять). Спектри цих зірок визначаються сильними лініями бальмерівського поглинання водню. Вони вимірюють від 1,4 до 2,1 маси Сонця (M☉) і температуру поверхні від 7600 до 10000 К. Яскраві і найближчі приклади — Альтаїр (A7), Сіріус А (A1) і Вега (A0). Зірки А-типу не мають конвективних зон, і тому не очікується, що вони містять магнітні динамо. Як наслідок, оскільки вони не мають сильного зоряного вітру, їм не вистачає засобів для створення рентгенівського випромінювання.
До речі, найшвидше рухома зірка, відома до 2023 року, S5-HVS1, яка рухається зі швидкістю 1755 км/с (1091 mi/s) в галактичній системі відліку, належить до цього класу. Зірка розташована в сузір'ї Журавля на півдні неба. Можливо, її було викинуто з Чумацького Шляху після взаємодії зі Стрільцем A*, надмасивною чорною дірою в центрі галактики.

## Спектральні стандартні зірки
| Спектральний типу | Маса (M☉) | Радіус (R☉) | Яскравість (L☉) | Ефективна температура(K) | Індекс кольору (B − V) |
| ----------------- | --------- | ----------- | --------------- | ------------------------ | ---------------------- |
| A0V               | 2.18      | 2.193       | 38.02           | 9700                     | 0,00                   |
| A1V               | 2.05      | 2.136       | 30.90           | 9300                     | 0,04                   |
| A2V               | 1,98      | 2.117       | 23,99           | 8800                     | 0,07                   |
| A3V               | 1.93      | 1,861       | 16.98           | 8600                     | 0,10                   |
| A4V               | 1,88      | 1,794       | 13.49           | 8 250                    | 0,14                   |
| A5V               | 1,86      | 1,785       | 12.30           | 8100                     | 0,16                   |
| A6V               | 1.83      | 1,775       | 11.22           | 7,910                    | 0,19                   |
| A7V               | 1.81      | 1,750       | 10.00           | 7760                     | 0,21                   |
| A8V               | 1.77      | 1,747       | 9.12            | 7590                     | 0,25                   |
| A9V               | 1.75      | 1,747       | 8.32            | 7400                     | 0,27                   |

Переглянута система Атласу Йеркса містила щільну сітку карликових спектральних стандартних зірок типу А, але не всі вони збереглися до наших днів як стандарти. «Опорними точками» та «стандартами кинджала» системи спектральної класифікації MK серед карликових зірок головної послідовності А-типу, тобто тих стандартних зірок, які залишалися незмінними протягом багатьох років і можуть вважатися такими, що визначають систему, є Вега (A0 V), Гамма Великої Ведмедиці (A0 V) і Фомальгаут (A3 V). Основний огляд класифікації MK, проведений Morgan & Keenan (1973) не надав жодних стандартів кинджалів між типами A3 V і F2 V. HD 23886 було запропоновано як стандарт A5 V у 1978 році.
Річард Грей і Роберт Гаррісон зробили останні внески в спектральну послідовність карликів А в двох статтях у 1987 і 1989 роках Вони перераховують асортимент швидко- та повільно обертових карликових спектральних стандартів типу А, включаючи HD 45320 (A1 V), HD 88955 (A2 V), 2 Гідри (A7 V), 21 Leonis Minoris (A7 V) і 44 Ceтi (A9 V). Крім стандартів MK, наведених у документах Моргана та документах Грея та Гаррісона, іноді можна побачити як стандарт Дельта Лева (A4 V). Немає опублікованих стандартних зірок A6 V і A8 V.

## Планети
Зірки типу A молоді (зазвичай їм кілька сотень мільйонів років), і багато з них випромінюють інфрачервоне (ІЧ) випромінювання, яке перевищує те, що можна було б очікувати від однієї зірки. Цей надлишок ІЧ пояснюється випромінюванням пилу з уламкового диска, де утворюються планети. Дослідження показують, що масивні планети зазвичай утворюються навколо зірок типу А, хоча ці планети важко виявити за допомогою методу доплерівської спектроскопії. Це пов’язано з тим, що зірки типу А зазвичай обертаються дуже швидко, що ускладнює вимірювання малих доплерівських зсувів, спричинених орбітальними планетами, оскільки спектральні лінії дуже широкі. Однак цей тип масивної зірки з часом перетворюється на холоднішого червоного гіганта, який обертається повільніше, тому його можна виміряти за допомогою методу радіальної швидкості. Станом на початок 2011 року близько 30 планет класу Юпітер було знайдено навколо розвинених зірок K-гігантів, включаючи Поллукс, Гамма Цефея та Йоту Дракона. Доплерівські дослідження навколо широкого спектру зірок показують, що приблизно 1 із 6 зірок, які вдвічі перевищують масу Сонця, обертаються однією або декількома планетами розміру з Юпітер, у порівнянні з приблизно 1 із 16 зірок, подібних до Сонця.
Зоряні системи типу А, які, як відомо, містять планети, включають Фомальгаут, HD 15082, Бета Живописця, HR 8799 і HD 95086.

## Приклади
У межах 40 світлових років:
| Ім'я            | Спектральний тип | Сузір'я       | Видима зоряна величина | Маса(М☉) | Радіус(R☉)  | Світність(L☉) | Відстань(ly) |
| --------------- | ---------------- | ------------- | ---------------------- | -------- | ----------- | ------------- | ------------ |
| Сіріус          | A0mA1 Va         | Великий пес   | −1,47                  | 2,063    | 1,711       | 25,4          | 8,60 ± 0,04  |
| Альтаїр         | A7 V             | Орел          | 0,76                   | 1,79     | 1,63–2,03   | 10,6          | 16,73        |
| Вега            | A0 Va            | Ліра          | 0,026                  | 2,135    | 2,362–2,818 | 40,12         | 25,04        |
| Фомальгаут      | A3 V             | Південна Риба | 1,17                   | 1,91     | 1,84        | 16            | 25,1         |
| Денебола        | A3 V             | Лев           | 2,14                   | 1,78     | 1,73        | 15            | 35,8         |
| Дельта Козорога | A5 IV            | Козеріг       | 2,83                   | 2,0      | 1,91        | 11            | 38,6         |

Дельта Козерога, ймовірно, є субгігантом або гігантом, а Альтаїр є спірним субгігантом. Крім того, Сіріус є найяскравішою зіркою на нічному небі.

## Дивись також
- Зірка головної послідовності типу B